# 이에이즈미 레이
이에이즈미 레이(일본어: 家泉 怜依, 2000년 1월 20일~)는 일본의 축구 선수이다.

## 구단 경력
그는 2022년 J3리그의 이와키 FC에 입단했다. 2022년 J3리그 우승으로 J2리그로 승격했다. 2023년까지 73경기에 출전하여, 3득점을 넣었다. 2024년 J1리그의 홋카이도 콘사돌레 삿포로로 이적했다. 2024년후 J2리그에 강등했다.